# Јенисејск
Јенисејск (рус. Енисейск) град је у Краснојарском крају у Руској Федерацији. Налази се на левој обали реке Јенисеј, 338 километара од Краснојарска. 
Јенисејск је основан 1619. као деблима ограђени град. У 17. веку припадао је Томској области. Играо је важну улогу у руском насељавању источног Сибира у 17. и 18. веку. Стари део града руска влада је укључила на УНЕКЦОв списак светске баштине.

## Становништво
Према прелиминарним подацима са пописа, у граду је 2010. живело становника, (%) више него 2002.
| 1939.  | 1959.  | 1970.  | 1979.  | 1989.  | 2002.  | 2010.  |
| ------ | ------ | ------ | ------ | ------ | ------ | ------ |
| 12.764 | 17.047 | 19.880 | 20.798 | 22.891 | 20.394 | 18.766 |